# Almutaz
Almutaz (em árabe: المعتز, lit. 'Al-Mu'tazz') foi o califa abássida entre 866 e 869 durante o período que ficou conhecido como "anarquia em Samarra". Alçado ao trono pelos turcos (os gulans), ele se mostrou hábil demais para os seus tutores. Ele tinha apenas dezenove anos e foi o califa mais jovem a reinar e à sua volta estavam diversos partidos em conflito. Em Samarra, os turcos estavam tendo problemas com os "ocidentais" (berberes e mouros). Em Bagdá, árabes e persas consideravam os dois grupos com igual desprezo. Almutaz estava rodeado de grupos que constantemente conspiravam uns contra os outros e contra o próprio califa. E ele escolheu o mesmo caminho de traição e derramamento de sangue que eles.

## História
Primeiro, ele mandou assassinar o califa anterior, Almostaim, seu primo, que abdicara na condição de poder se retirar para Medina. Em seguida, seu próprio irmão, Almoaide, como próximo na linha de sucessão, também foi morto com requintes de crueldade. Seu outro irmão, Abu Ahmed, que tinha liderado as tropas no conflito ao seu lado foi preso. Os turcos tentaram libertá-lo, mas Almutaz, alarmado, resolveu matá-lo para resolver a questão: Abu foi sufocado com um robe felpudo (ou, como relatam outras fontes, congelado numa cama de gelo) e seu corpo foi exposto à corte para tentar provar que ele, sem marca alguma no corpo, havia morrido de causas naturais.
As receitas do califado foram desperdiçados na corte e pouco sobrou para pagar o exército. Os guardas de Bagdá cercaram o palácio e exigiram o pagamento. O governador escreveu para Almutaz, que estava em Samarra, pedindo um adiantamento, mas ele, incitado pelos turcos, respondeu que "se os guardas eram necessários para ele, ele é quem deveria pagá-los; se eram para o califa, ele não se importava com eles." A partir daí, a revolta reacendeu e uma multidão impediu que o nome do califa fosse citado nas mesquitas. Antes que ela fosse sufocada, o governador teve que queimar uma das pontes e num bazar adjacente para manter os rebeldes longe do palácio. Contudo, no ano seguinte, todos os grupos juntos - turcos, africanos e persas - invadiram e tomaram o palácio em busca de pagamento.

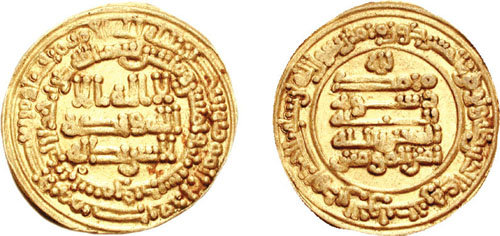
Dinar de ouro do califa Almutaz

O pagamento do exército estando em falta, Sale ibne Uacife, um dos rebeldes, prendeu os secretários pessoais de Almutaz e exigiu deles o dinheiro que eles haviam desviado e escondido. Sem resposta além de um tesouro vazio, eles foram torturados. O califa implorou pela libertação de seu secretário pessoal, também sem sucesso.
Sale e um outro rebelde chamado Muça planejaram então a derrubada de Almutaz e levaram o plano a cabo com uma brutal eficiência. Seguidos de uma tropa incensada, eles se sentaram à frente do palácio do califa e o chamaram para conversar. Sem suspeitar de traição, Almutaz os mandou entrar. Assim que tiveram chance, os rebeldes o atacaram com maças e chutes, arrastaram-no pelas roupas até o lado de fora e o deixaram ali sentado sob o sol inclemente do meio do verão. O infeliz califa foi então trancado numa sala sem água e nem comida. Três dias depois Almutaz faleceu com apenas vinte e quatro anos de idade.